# Kevert nyelv
A nyelvészetben kevert nyelvnek a többeredetű nyelveket nevezik. Minden nyelv tartalmaz több-kevesebb jövevényszót vagy másféle kölcsönzött nyelvi elemet, mutat idegen nyelvi hatást, azonban a legtöbb nyelv esetében az alapszókincs és a nyelvtan döntő része egyetlen forrásból származik.
A nyelvi kölcsönzés során egy csoport anyanyelvébe idegen sajátságokat építenek be annak beszélői: az anyanyelv fennmarad, de megváltozik a bekerült jellegzetességek hozzáadódása által. Az idegen nyelvi elemek átvételének nincs elvi korlátja: szigorúan nyelvészeti értelemben tekintve nincs semmiféle elvi akadálya bármely nyelvi elem vagy jellegzetesség bármely nyelvből bármely más nyelvbe történő átvitelének.
Kevert nyelvnek csak azokat a nyelveket nevezik, amelyek alapszókincsének és nyelvtanának jelentős része két vagy több forrásból ered. Az ilyen nyelvek nem, vagy csak igen nehezen sorolhatók be a nyelvészetben a nyelvek származás szerinti csoportosítására használt családfákba.
Kölcsönzések, átvételek, másolások nem csak különböző nyelvcsaládokba sorolt, de egy családba tartozó nyelvek közt is megeshetnek. Ilyen esetekben a nyelvi rendszer minden területét érintő általános hasonlóság miatt különös nehézséget jelent a közös örökség és a nyelvközi érintkezés következményeinek elkülönítése, valamint annak meghatározása, miképp és mennyire befolyásolta a nyelvközi érintkezés kiváltotta változást a fennálló genetikai kapcsolat. 
A nyelvészeti kutatást igen megnehezíti az is, ha a vizsgált nyelvekből nincs jelentős mennyiségű korai nyelvemlék, a nyelveket beszélő népességek története pedig nem, vagy csak igen rosszul ismert és adatolt, mert ilyen esetekben a nyelvi átvételek azonosítása, az átvételek idejének, időrendjének, folyamatának, de gyakran még az átvétel irányának tisztázása is nehézkes, vagy épp lehetetlen.
Rasmus Christian Rask 1818-ban megjelent, „Undersøgelse om det gamle nordiske eller islandske sprogs oprindelse” című munkájában fogalmazta meg a nyelvkeveredés kapcsán még ma is gyakran hangoztatott elvet, miszerint bármennyire erős külső hatás érte is, bármennyire kevert legyen is egy nyelv, annak a nyelvnek a családjába tartozik, amelytől az alapszókincsbe tartozó szavakat örökölte, s ebben a tekintetben a névmások és számnevek a legfontosabbak. 
Hugo Schuchardt (1842-1927) német nyelvész egyike volt az első nyelvészeknek, akik alaposabban vizsgálták a nyelvközi érintkezés okozta jelenségeket, a nyelvkeveredést, a kevert nyelveket. A kortárs véleményekkel – melyek a nyelvkeveredést nyelvromlásként értékelték – szembemenve a kevert, kreolizált nyelveket teljes értékű, saját jogukon értékelendő nyelveknek tartotta.
A nyelvész Maarten Mous véleménye szerint: „A kevert nyelvek kihívást jelentenek a történeti nyelvészet számára, mert ezek a nyelvek ellenállnak az osztályozásnak. A kevert nyelvek felé tanúsított egyik hozzáállás az volt, hogy egyszerűen nem léteznek, és a kevert nyelvekről szóló kijelentések a kifejezés naiv használatának esetei. A kevert nyelvek létezésének elfogadása elleni gátlás ahhoz a tényhez köthető, hogy felfoghatatlan volt hogyan is keletkezhetnek, és ráadásként puszta létezésük fenyegetést jelentett az összehasonlító módszer érvényességére és a genetikus nyelvészetre.”

## Kevert nyelvek kialakulása, fajtái
A nyelvkeveredés jelensége, kevert nyelvek létezése régtől ismert a nyelvészek előtt, azonban azt hagyományosan jobbára nyelvromlásként, illetve a nyelvi beolvadás jeleként értékelték, amely hosszabb távon az egyik nyelv teljes elhalásával végződik.
Kevert nyelvek olyan esetekben születnek mikor két vagy több idegen nyelvű csoport, amely nem támaszkodhat minden fél által ismert közvetítőnyelvre először találkozik egymással. Az ilyen találkozások eredménye attól függ, hogy a felek közt milyen jellegű kapcsolat alakul ki. Ha a kapcsolatok szigorúan csak kereskedelmi jellegűek, akkor jobbára korlátozott nyelvi rendszer születik, amely csak a legszükségesebb közös igényeket szolgája ki. Az ilyen nyelveket szokás pidzsin nyelveknek nevezni.
A pidzsinek jobbára kereskedelmi telepek körül és kereskedelmi útvonalak mentén születnek. Szókészletük döntően egy forrásnyelvből származik, viszont nyelvtanuk sem ebből a forrásnyelvből, sem valamelyik másik nyelvből nem származik; a pidzsin nyelvek nyelvtana általában erőteljesen elüt forrásnyelveik nyelvtanától. Nyelvi rendszerük egyszerű, hangkészletük kisebb, szókészletük szűkebb, mondatszerkesztésük korlátozott. E nyelveknek – mivel az őket létrehozó nyelvi csoportok a csoportjukon belüli eszmecserére saját anyanyelvüket használják – jobbára nincsenek anyanyelvi beszélői, használatukat tanulni kell.
Ha az idegen nyelvű csoportok viszonya tartós együttéléssel jár, mint például a gyarmati telepek esetében, akkor a mindennapi élet jelentette közlési igényeket kielégíteni képes nyelvre van szükség. Ilyen körülmények közt kreol nyelvek alakulnak ki. Kreolok születhetnek a korábban kialakult pidzsin nyelv kiteljesedésével, de közvetlenül is. 
Az ismert kreol nyelvek általában gyarmatos telepeken születtek, olyan többnyelvű közegben, ahol a politikai és gazdasági hatalom a kis létszámú telepes népesség kezében volt, a népesség többi része pedig nem beszélt közös nyelvet, vagy mert a bennszülött népesség is többféle nyelvet beszélt, vagy mert a gyarmati telepekre nagyszámú idegen népesség érkezett, jellemzően rabszolgaként, esetleg bérmunkásként. Az eszmecsere eszköze így a telepesek (jellemzően indoeurópai, pl. portugál, francia, angol) anyanyelve lett. Azonban ezt a nyelvet nem választékos alakjában, hanem – a megértést könnyítendő – egyszerű változatban használták. A gyarmati elit így beszélt a tolmácsokkal (az ültetvények munkavezetőivel, intézőivel), azok pedig ezt az egyszerűsített nyelvváltozatot adták tovább az alacsonyabb rendű szolganépnek. A szolganép tagjai ezt a nyelvet saját anyanyelvük (jobbára különféle afrikai nyelvek) hatásaival (pl. hangtani korlátok miatti sajátos kiejtés) módosítva, szókincsét anyanyelvük szavaival gazdagítva sajátították el. A szolgák helyben született gyermekei már gyakran anyanyelvként örökölték és alakították tovább ezt a sajátos nyelvváltozatot. 
Az, hogy e sajátos nyelvváltozatok tovább fejlődnek-e kreolként, megmaradnak-e rétegnyelvként, vagy idővel elhalnak a mindenkori társadalmi-történelmi körülményektől függ. A patois Jamaicában hivatalos nyelv, amelynek megkezdődött a szabványosítása. Hivatalos nyelv a haiti kreol nyelv is. Ezzel szemben az USA-ban kialakult négerangol nyelvváltozakokat jobbára a standard angol romlott változataiként kezelték, kezelik, aminek nyilván az is oka, hogy az afrikai néger felmenőkkel rendelkező lakosság csak a teljes népesség kb. tizedét teszi ki. A Pápua Új-Guinea területén született, német alapú Unserdeutsch mára gyakorlatilag eltűnt.

## A magyar mint kevert nyelv
A hivatalos akadémiai álláspont szerint a magyar nyelv alapszókincsében csaknem 1000 ugor és finnugor eredetű tőszó található és a szótárak címszavainak több, mint a fele finnugor eredetű (uráli, finnugor vagy ugor kori). 
Az évek-évtizedek múltával a biztosnak vélt szókincsbéli egyezések nagymérvű fogyatkozásának lehettünk tanúi, a mai állapotot pontosan mutatja, hogy Magyar Tudományos Akadémia Uralonet adatbázisában végzett kereséssel 229 olyan, biztosnak ítélt finnugor etimológia és 121 biztosnak ítélt uráli etimológia található, amely a magyarban is megvan. Ez 350 szó.
Ugyanakkor a magyar nyelv szókincse több száz ősi, a nyelvészek által török eredetűként azonosított szót őriz, a nyelv maga pedig nagy tipológiai hasonlóságot mutat az altaji nyelvekkel.
A török eredetű szavak közül nagyon sok a magyar alapszókincshez tartozik (pl. térd, boka, kar, gyomor, köldök, gyermek, iker, tenger, sár, szél). A kérdéssel foglalkozó szakirodalomban 300 és 500 közé teszik azon honfoglalás előtt a nyelvbe került szavak számát, melyek a mai napig fennmaradtak a magyarban. A honfoglalás előtti időkre ez a szám ennek többszörösére becsülhető. Ez a nagy szám és e szavak mély beágyazottsága, valamint a lexikai kölcsönzéseket kísérő nyelvtani kölcsönzések ténye több kutatót arra vezetett, hogy a magyar nyelv és a török nyelvek közötti nyelvi rokonságra következtessenek.
Wilhelm Schott német nyelvész, sinológus és orientalista, az altaji nyelvek egyik első rendszeres kutatója volt. Ő volt az első, aki nyelvészeti eszközökkel kimutatta, hogy az addig jobbára a finnségi nyelvek közé sorolt csuvas valójában török nyelv. Nyelvészeti kutatásaival tudományosan is megalapozta az általa eleinte tatárnak, majd finn-tatárnak vagy altajinak (manapság urálinak és altajinak) nevezett nyelvek közeli rokonságának elméletét. Schott a finn-türk-magyar rokonság szószólója volt, és a magyarokat türk és sarkköri népek /azaz számik, szamojédek stb./ keverékének tartotta. Ebből az álláspontból következett, hogy a tatár nagycsaládon belül a magyart mind a török, mind a finnségi nyelvekhez közelálló, mégis mindkettőtől különböző, köztes helyet elfoglaló, önálló nyelvnek tekintette.
Az legismertebbnek Vámbéry Ármin elmélete tekinthető, amely a magyar nyelvet kontaktusnyelvnek, közelebbről kevert nyelvnek tartotta, amelynek nem csak egy, hanem két (ugor és török) őse van. 
Vámbéry e tárgyban írott első nagyobb munkája, a "Magyar és török-tatár szóegyezések" című, 1869-70 során megjelent mű szolgáltatta az ugor–török háborúként elhíresült, hosszan elhúzódó tudományos és közéleti vita kitörésének hadi okát. Az ugor–török háború kitörése után Vámbéry tovább folytatta munkáját, alakítva és fejlesztve elméletét, ám haláláig kitartott a magyar nép és nyelv kettős, ugor és török eredete mellett.
Az 1800-as évek végén a finnugor-török vitában résztvevő finnugrista összehasonlító nyelvészek nemhogy a nyelvkeveredés vagy nyelvi összeolvadás tényét, de még annak elvi lehetőségét is mereven elutasították, és ragaszkodtak a bináris családfa-modellhez. Egy, a vitában megszólaló finnugrista saját szavaival: „A magyar nyelv nem lehet kétféle eredetű, a magyar nyelvnek csak egy az eredete; ha ugor, akkor nem lehet török, s ha török, akkor nem ugor.”(A dőlt betűs kiemelés a szerzőtől.)
Vámbéry utolsó, már csak halála után kiadott, "A magyarság bölcsőjénél" című munkájában adta összegzését munkásságának. Ebben amellett érvel, hogy a mai magyar nép és nyelv valójában csak a Kárpát-medencében született meg, az ide legkésőbb Attila idejében betelepült türk-ugor népkeverékből és a közé több hullámban betelepülő török népelemekből, melyek közül az utolsó jelentősebb a "honfoglaló" magyarok török törzse volt, akik aztán megalapították a Magyar Fejedelemséget. (Ez az elképzelés megelőlegezi a László Gyula képviselte kettős honfoglalás elméletet és azzal sokban megegyezik.)
Paolo Agostini az uráli nyelvcsalád gyakran hangoztatott régiségét vonta kétségbe, s amellett érvelt, hogy a ma az uráli nyelvcsaládba sorolt nyelvek olyan kreolizált nyelvek, amelyek egy olyan ősi pidzsin nyelvből fejlődtek, amely a Kazár Birodalom által ellenőrzött kereskedelmi útvonalak mentén és a kazár kereskedőtelepek körül alakult ki. Álláspontját elsősorban arra alapozza, hogy az urálinak tartott nyelvekben igen számos olyan török, mongol, tunguz, középperzsa, arab, héber, középlatin, korai szláv és germán eredetű kölcsönszó található, amelyek nem kerülhettek e nyelvekbe azok feltételezett közös Urál környéki vagy nyugat-szibériai őshazájában, így jelenlétüket csak az magyarázhatja, ha vándorszavakként kerültek be az egyes nyelvekbe egy jóval későbbi korban. Kiemeli, hogy az uráli nyelvcsaládba sorolt nyelvek a részben közös szókincsen és a nyelvtipológiai hasonlóságokon (amelyekben egyébként az altaji nyelvekkel is osztoznak) kívül nem mutatnak különösebb hasonlóságot. Álláspontja egyben azt is jelenti, hogy elveti az uráli/finnugor nyelvcsalád létezését. Nézete szerint a történelmi források és nyelvészeti megfontolások alapján a honfoglalás kori magyarok nagy valószínűséggel török anyanyelvűek voltak, de a kazárokkal való (az A birodalom kormányzásáról 38. és 39. fejezete által említettek szerint) viszonylag rövid együttélésük során gyorsan eltanulták a kazárok nyelvét is, mely szerinte a kazárok birodalmában kiterjedten használt, török alapú pidzsin nyelvet jelentette. A kereskedelmi kapcsolatok okán ezt a pidzsint ismerte és beszélte a Kárpát-medencében talált népesség is. A magyarok eredeti török nyelvéből, a kazár pidzsinből és a helyi népesség nyelvéből, nyelveiből alakult ki végül a mai magyar nyelv. 

## Példák
Micsif nyelv: a krí és a francia nyelvből.
Kilen nyelv: a nanai, az udege és a mandzsu nyelvből.